# Traudl Engelhorn-Vechiatto
Gertraud „Traudl“ Engelhorn-Vechiatto (geboren am 19. Jänner 1927 in Wien; gestorben am 22. September 2022 in der Schweiz) war eine österreichische Milliardenerbin, Mäzenin und Philanthropin.

## Leben und Familie
Gertraud Vechiatto wurde 1927 in Wien geboren. Sie war Verlagsbuchhändlerin und Lektorin. Am 4. Mai 1955 heiratete sie in der evangelischen Pfarrkirche in der Dorotheengasse in Wien den deutschen Unternehmer Peter Engelhorn, Gesellschafter und langjähriger Aufsichtsratsvorsitzender der Boehringer-Mannheim-Gruppe aus der Familie Engelhorn. Das Paar lebte lange Jahre in der Werderstraße in Mannheim und hatte vier Töchter: Angelika Milos-Engelhorn (* 1956), Ariane Binder (* 1957), Alissa Gerlich (* 1959) und Sonia Engelhorn (* 1962).
Ihr Mann war einer der Urenkel von Friedrich Engelhorn, Gründer der Badischen Anilin- & Soda-Fabrik AG (BASF), der 1883 aus dem Vorstand der BASF austrat und größere Beträge in das Mannheimer Pharmaunternehmen C. F. Boehringer und Söhne, später Boehringer Mannheim, investierte. Peter Engelhorns Großvater, Friedrich jun. (1855–1911), trat in die Geschäftsleitung ein und machte die Firma in den folgenden Jahren zu einem der führenden Chininhersteller der Welt. Boehringer Mannheim stand in den Nachkriegsjahren im Besitz der vier Linien der Familie Engelhorn – angeführt von drei Cousins und einer Cousine, Christa Gelpke-Engelhorn, Christof Engelhorn, Curt Engelhorn und Peter Engelhorn bzw. nach dessen Tod Traudl Engelhorn-Vecchiatto. Langjährige Friktionen zwischen den verschiedenen Linien führten in den 1990er Jahren zu Turbulenzen, mehrfachen Vorstandswechseln und schließlich zum Verkauf des Unternehmens an den Schweizer Konzern Hoffmann-La Roche. Der Erlös betrug elf Milliarden US-Dollar und blieb in Deutschland unversteuert, weil die Familienholding Corange Ltd. ihren Sitz auf den Bermudas hatte. Der Anteil von Traudl Engelhorn-Vechiatto betrug zwischen 19 und 22 Prozent. Sie hat durch den Verkauf 2,45 Milliarden US-Dollar erhalten. Das Wirtschaftsmagazin Forbes schätzte 2022 ihr Vermögen auf 4,2 Milliarden US-Dollar, zuletzt lag sie auf Platz 687 der Forbes-Liste der reichsten Menschen der Welt.
Sie lebte in Lausanne im Kanton Waadt am Genfer See.
Die deutsch-österreichische Buchautorin Marlene Engelhorn ist ihre Enkelin.

## Förderungen und Stiftungen
Zum Freundeskreis des Ehepaares zählten der Verhaltensforscher Konrad Lorenz und der Biochemiker Benno Hess. Ihr Ehemann war Philanthrop, er gründete das Konrad-Lorenz-Institut für Evolutions- und Kognitionsforschung in Wien, förderte das Museè des art decoratifs de la Ville de Lausanne und stiftete über den Verein PE-Förderungen Stipendien für Studierende der Musik in Mannheim. Nach seinem Tod rief die Witwe die Peter und Traudl Engelhorn-Stiftung mit Sitz in Weilheim in Oberbayern ins Leben, ursprünglich für Stipendien in den Bereichen Biotechnologie und Gentechnik, heute auch für Biophysik, Systembiologie und Bioinformatik. Die Förderungen, die Traudl Engelhorn-Vecchiatto in den Bereichen Wissenschaft und Kunst leistete, sind schwer überblickbar. Beispielsweise wurde sie auf einen finanziellen Engpass am Max-Planck-Institut für ausländisches und internationales Privatrecht aufmerksam und half mit einem substantiellen Betrag aus, um ein fächerübergreifendes Projekt zum Rechtsvergleich von über 30 islamischen Familien- und Erbrechtsordnungen zu sichern. Sie unterstützte weiters eine Reihe von Einrichtungen in Mannheim, dem Firmensitz von Boehringer Mannheim, beispielsweise die Christuskirche und die Reiss-Engelhorn-Museen. Auch das neue Sportzentrum des TSV Mannheim am Fernmeldeturm wurde mit ihrer finanziellen Zuwendung verwirklicht. Im Januar 2023 wurde in C4,12 am Toulonplatz in Mannheim das Peter und Traudl Engelhornhaus eröffnet, ein Neubau für Ausstellungen zur Foto- und Glaskunst, zugehörig zu den Reiss-Engelhorn-Museen. Die Philanthropin hatte den Bau über ihre Brombeeren-Stiftung mit einer Spende von 10,5 Millionen Euro ermöglicht.